# سمفوني
سمفوني (بالإنجليزية: Symfony)‏ هو أطار عمل برمجي لتطبيقات الإنترنت تم انشائه باستخدام لغة البرمجة بي إتش بي، ويوفر ميزات معيارية وقابلة للتكيف تجعل تطوير مواقع الويب أسهل وأسرع.